# Шоєрн
Шоєрн (нім. Scheuern) — громада в Німеччині, розташована в землі Рейнланд-Пфальц. Входить до складу району Бітбург-Прюм. Складова частина об'єднання громад Зюдайфель.
Площа — 6,51 км2. Населення становить 44 ос. (станом на 31 грудня 2020).